# Fika (svéd kultúra)
A fika egy svéd szokás, amely során kávézni, szendvicset, desszerteket enni gyűlnek össze a munkatársak, rokonok, vagy barátok. Maga a svéd fika szó is azt jelenti, hogy kávézni. Kevésbé szigorúan vett értelemben a kávé helyettesíthető teával, gyümölcslével, limonádéval is. Gyerekek körében is igen közkedvelt szokás. Néhány társadalmi csoport körében a fika hasonló az angol ötórai teázáshoz. Néhány svéd étel esetében a fika szerepelhet előtagként is, mint például a fikabröd ("fika kenyér").

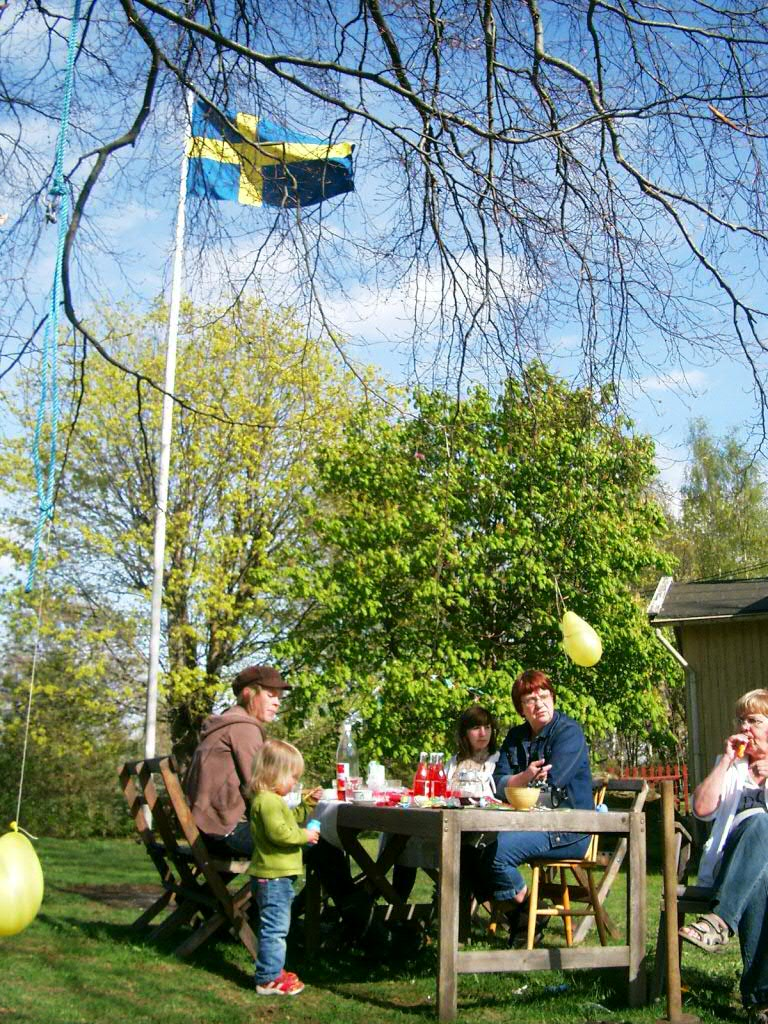
Szabadtéri fikázás tavasszal

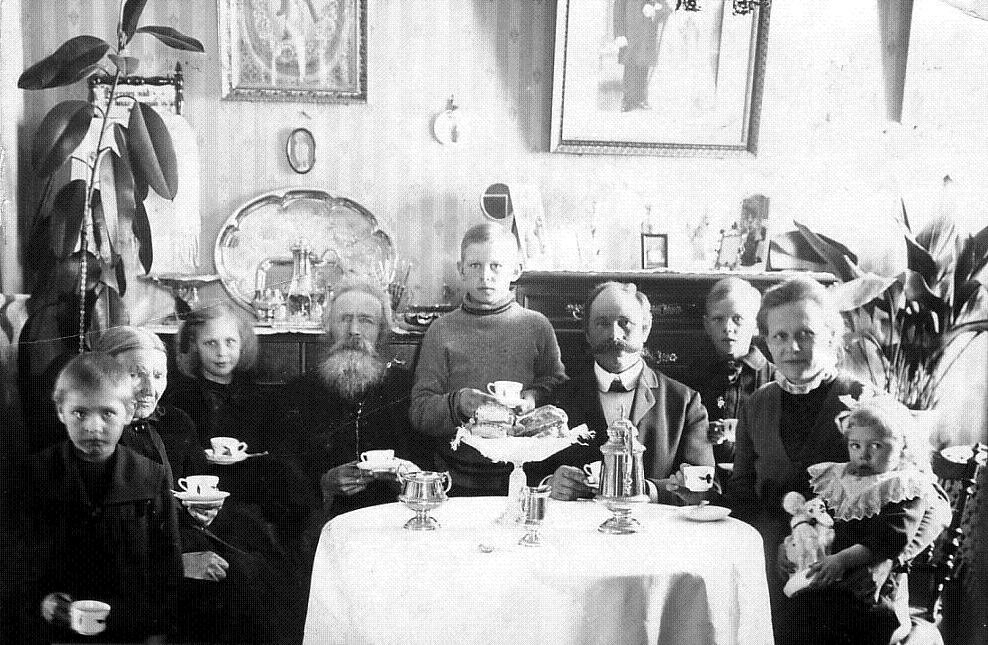
Egy család Söderhamnban fikázás közben 1916-ban

## Nevének eredete
A fika egy tipikus visszafelé történő kifordítása a kaffi, kávé jelentésű svéd szónak. A kaffi a manapság használatos kaffe szó régebbi változata. Gyakran a fika szóból eredeztetik a svéd fik, azaz kávézó szót.

## Fordítás
Ez a szócikk részben vagy egészben  a   Fika (culture) című angol Wikipédia-szócikk ezen változatának fordításán alapul.  Az eredeti cikk szerkesztőit annak laptörténete sorolja fel. Ez a jelzés csupán a megfogalmazás eredetét és a szerzői jogokat jelzi, nem szolgál a cikkben szereplő információk forrásmegjelöléseként.